# The X
The X es el decimotercer miniálbum del grupo surcoreano de k-pop Monsta X, que será publicado el 1 de septiembre de 2025, a través de Starship Entertainment. Este proyecto es el primero en contar con los seis miembros en cuatro años.

## Antecedentes
Desde 2021, cinco de los seis integrantes de la agrupación surcoreana se han turnado en realizar su servicio militar obligatorio, siendo Hyungwon el último en terminar su servicio, en mayo de 2025. Durante la temporada Monsta X se mantuvo activo, lanzando música con los miembros fuera del servicio.
En una conferencia, anterior a los conciertos del décimo aniversario de la agrupación en Seúl, los miembros revelaron las intenciones de publicar un nuevo álbum a inicios de septiembre, el cual tendría un estilo clásico de Monsta X, pero con un toque de frescura. Por otro lado, en los conciertos fue interpretada «Fire & Ice», una canción inédita a ser lanzada en el próximo proyecto escrita por Hyungwon.
Finalmente, el 20 de julio de 2025, Monsta X anunciaría el lanzamiento de un nuevo miniálbum para el primero de septiembre mediante un adelanto publicado en las redes sociales de la agrupación. A comienzos de agosto la banda realiza su regreso a la KCON, edición a realizarse en Los Ángeles en la que, durante la visita a la ciudad, discutirían en televisión sobre su próximo lanzamiento, el que llaman como un nuevo comienzo.

## Promoción
Una semana luego del anuncio oficial comienza la preventa de las versiones físicas del álbum, incluyendo cuatro versiones de la edición estándar, seis versiones de la edición digipack y versiones exclusivas para Target, Barnes & Noble y Amazon.

## Lista de canciones
| The X |                  |                                                                     |          |  |
| N.º   | Título           | Escritor(es)                                                        | Duración |  |
| 1.    | «Do What I Want» | 주헌 e I.M                                                          |          |  |
| 2.    | «N the Front»    | 장다인, 윤, 송유, 윤나라, 진경 y 박지현                             |          |  |
| 3.    | «Savior»         | I.M, Yoonseok, Wooki y 주헌                                         |          |  |
| 4.    | «Tuscan Leather» | 주헌, Ye-Yo!, I.M y BK                                              |          |  |
| 5.    | «Catch Me Now»   | 문설리, 주헌 e I.M                                                  |          |  |
| 6.    | «Fire & Ice»     | 형원, Justin Oh, Annika Heij, Michele Carmine Dato y Tancrede Rouff |          |  |

## Historial de lanzamiento
| Región         | Fecha                   | Edición                   | Formato                      | Discográfica | Ref   |
| -------------- | ----------------------- | ------------------------- | ---------------------------- | ------------ | ----- |
| Varios         | 1 de septiembre de 2025 | Estándar                  | Descarga digital y streaming | Starship     |       |
| Corea del Sur  | 1 de septiembre de 2025 | Estándar                  | CD                           | Starship     | [ 6 ] |
| Estados Unidos | 5 de septiembre de 2025 | Estándar, Target y Amazon | CD                           | Starship     | [ 7 ] |